# CEP72
CEP72‏ (Centrosomal protein 72) هوَ بروتين يُشَفر بواسطة جين CEP72 في الإنسان.